# Möllbachweiher
Der Möllbachweiher ist ein See im Pfälzerwald.

## Lage
Der See befindet sich am nordwestlichen Siedlungsrand von Elmstein innerhalb des Elmsteiner Tal. Er wird vom rechten Mündungsarm des namensgebenden Möllbach durchflossen, der kurze Zeit später von rechts in den parallel verlaufenden Speyerbach mündet. Entlang dessen linken Ufers führt die Landesstraße 499. Unmittelbar westlich des Weihers erstreckt sich der 461,1 Meter hohe Möllberg.

## Geschichte
Im Laufe der Jahre blieb eine Pflege des Möllbachweihers, der ursprünglich mit klarem Wasser ausgestattet war, aus. In diesem Zuge versandete und verwucherte er zunehmend; vor allem der Bewuchs mit Röhricht nahm Überhand, sodass die Verlandung drohte. Aus diesem Grund wurden in den 2020er Jahren von einem Ingenieurbüro aus Landau in der Pfalz mehrere Varianten zur Umgestaltung des Sees ausgearbeitet.

## Tourismus
Entlang seines Westufers verlaufen der mit einem gelben Kreuz markierte Fernwanderweg Saar-Rhein-Main, der von Homburg bis nach Wörth am Main führt und die Nordroute der Pfälzer Jakobswege. Auf Höhe des Sees befindet sich außerdem ein Rastplatz.